# National Association of Basketball Coaches
La National Association of Basketball Coaches (NABC), ou association nationale des entraîneurs de basket-ball, située à Kansas City, est une association d'entraîneurs de basket-ball universitaire américains. Elle a été fondée en 1927 par Phog Allen, l'entraîneur de l'équipe des Jayhawks de l'université du Kansas.

## Historique
La formation de la NABC a commencé quand le « Joint Basketball Rules Committee », alors l'autorité gouvernante du basket-ball, annonce sans préavis qu'elle avait adopté un changement dans les règles, supprimant le dribble. Phog Allen, un étudiant du fondateur du basket-ball James Naismith, a organisé une manifestation nationale qui a finalement abouti au maintien du dribble dans ce sport.
En 1939, la NABC organise le premier tournoi national de basket-ball universitaire à Evanston dans le Northwestern Fieldhouse, l'équipe des Ducks de l'Oregon battant les Buckeyes d'Ohio State pour la première édition du tournoi. L'année suivante, la NABC demande à la NCAA de prendre en charge la gestion du tournoi. En échange, la NCAA fournit des tickets supplémentaires pour les finales et intègre un membre de la NABC dans le comité.
La NABC a été à l'initiative du Basketball Hall of Fame original à Springfield, du format actuel du championnat NCAA, du College Basketball Experience et du National Collegiate Basketball Hall of Fame au Sprint Center situé à Kansas City.

## Récompenses
- NABC Player of the Year
- NABC Defensive Player of the Year
- Pete Newell Big Man Award
- NABC Coach of the Year